# Гален Ганев
Гален Михайлов Ганев е български поет, писател и преводач.

## Биография
Гален Ганев е роден през 1954 година в Чирпан. Завършва езиковата гимназия „Иван Вазов“ в Пловдив (1972) и „Книгознание и книгоразпространение“ в Московския полиграфически институт (1978).
Работил в ОУ „Книгоразпространение“ (1978 – 1986) и ОУ „Кинефикация“ (1986 – 1987), Пловдив, като екскурзовод-преводач с руски език към БМТ „Орбита“ (1987 – 1990) и секретар на Клуба на дейците на културата, Пловдив (1991 – 1993). Дипломира се с образователна степен магистър – специалност Английска филология (2005).
Негови творби са преведени на английски, немски, чешки, украински, турски.
Членувал в Сдружение на българските писатели – София и в Дружеството на писателите – Пловдив.
Умира през 2025 г.

## Творчество

### Поезия
- „Градски ден“ (1983, публикувана в сп. „Тракия“ след национален конкурс за поезия от млад автор; публикувана в българската виртуална библиотека „Словото“ под заглавие „Измислен свят“).[8]
- „Роля“ (1990, изд. „Христо Г. Данов“, отличена с Голямата награда за поезия „Южна пролет“ – 1991; публикувана в „Словото“).[8]
- „Концерт за шапка и перо“ (Издателско ателие „Аб“ с награда на Дружеството на писателите – Пловдив за най-добра поетична книга на 2000 г.; публикувана в „Словото“).[8][9]
- „Красива и мистична“ (2012, УИ „Паисий Хилендарски“).[2]
- „Красива и мистична“ (2018, ЕИ „LiterNet“, Варна, електронно издание).[2]
- „Безкраен човек“ – електронна стихосбирка (2020, ЕИ „LiterNet“, Варна).
- „Веселата сладкарничка“ – приказка в стихове (2013, УИ „Паисий Хилендарски“ след конкурс на Министерството на културата „Помощ за книгата“).[3]

### Проза
- Разкази, приказката „Вълшебната кукла“ и др.[2][3]

#### Публикации вPublic Republic
- Клубът
- Вечеря с аперитив
- Тролеят
- Понеделник, 19.05.2014
- Вторник, 20.05.2014
- Сряда, 21.05.2014
- Четвъртък, 22.05.2014
- Петък, 23.05.2014
- Събота, 24.05.2014
- Неделя, 25.05.2014
- Плажът

#### Публикации в LiterNet
- Обесване в Киев
- Насекоми в автобуса
- Перцето

#### Публикации в е-Lit.info
- Гени
- Светлината убива[10]

#### Публикации във Fakel.bg
- Жената с гълъбите
- Розите
- Усмивката

## Награди
- Национален конкурс за поезия от млад автор за цикъла „Градски ден“ (1983, сп. „Тракия“)[1]
- Лауреат на голямата награда за поезия „Южна пролет“ за стихосбирката „Роля“ (1991)[1]
- Награда на Дружеството на писателите – Пловдив за най-добра поетична книга на 2000 г. („Концерт за шапка и перо“)[1]
- Награда за оригиналност в поетическото мислене в конкурса на радио „Веселина“ „За един по-човечен свят“ (2002)[1]
- Първа награда в конкурса на радио „Веселина“ „За един по-човечен свят“ (2005)[1]
- Конкурсна сесия на Министерството на културата „Помощ за книгата“ за детската приказка „Веселата сладкарничка“ (2013, УИ „Паисий Хилендарски“)[3]